# جو موريس (موسيقي)
جو موريس (بالإنجليزية: Joe Morris)‏ هو موسيقي أمريكي، ولد في 7 مارس 1960 في ويلكس بار في الولايات المتحدة.

## وصلات خارجية
- الموقع الرسمي
- جو موريس على موقع ميوزك برينز (الإنجليزية)